# Côm Hải Nam
Côm Hải Nam hay còn gọi màng tang, rì rì nang tai (danh pháp khoa học: Elaeocarpus hainanensis) là một loài thực vật có hoa trong họ Côm. Loài này được Oliv. mô tả khoa học đầu tiên năm 1896.

## Hình ảnh

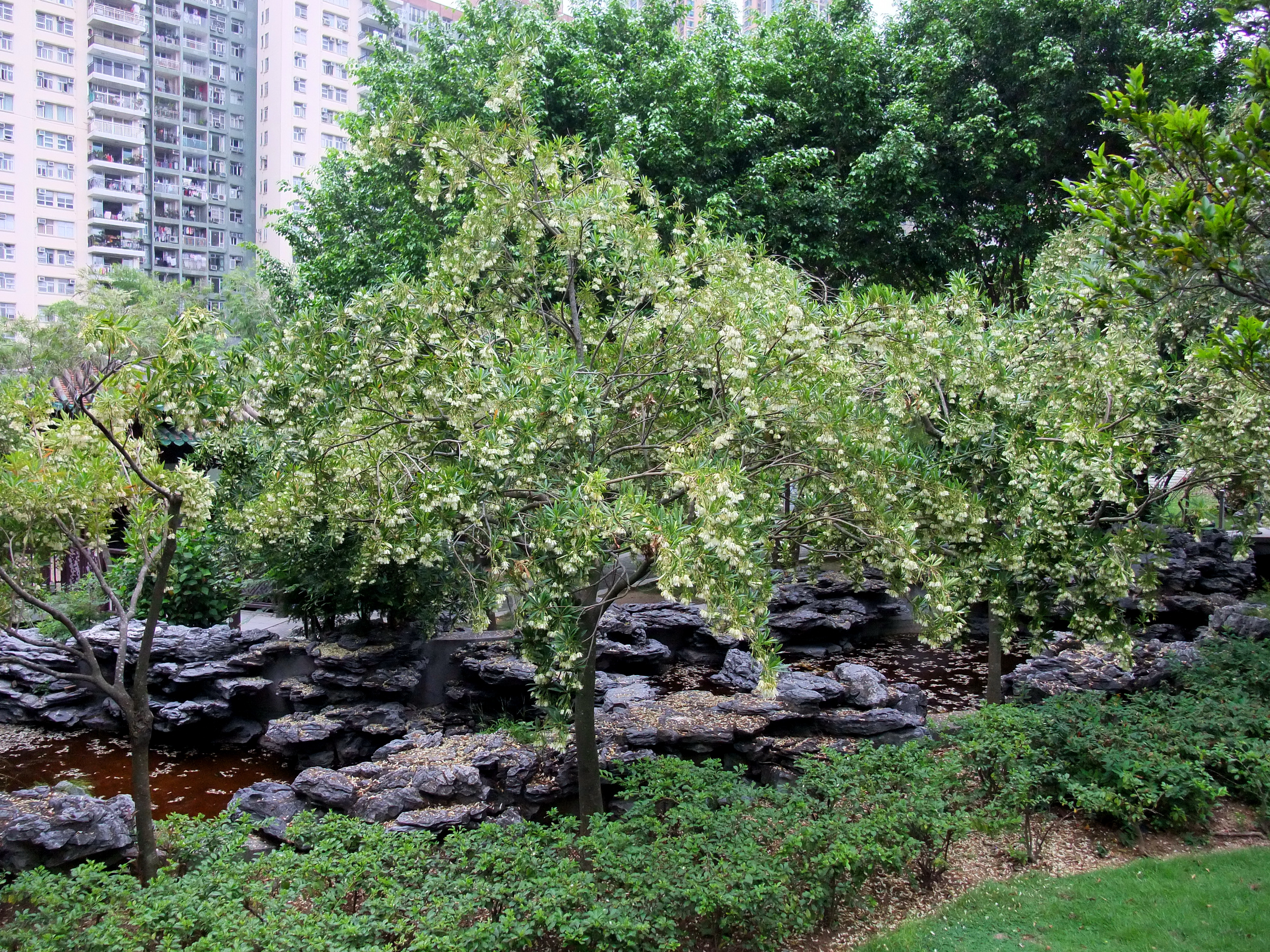
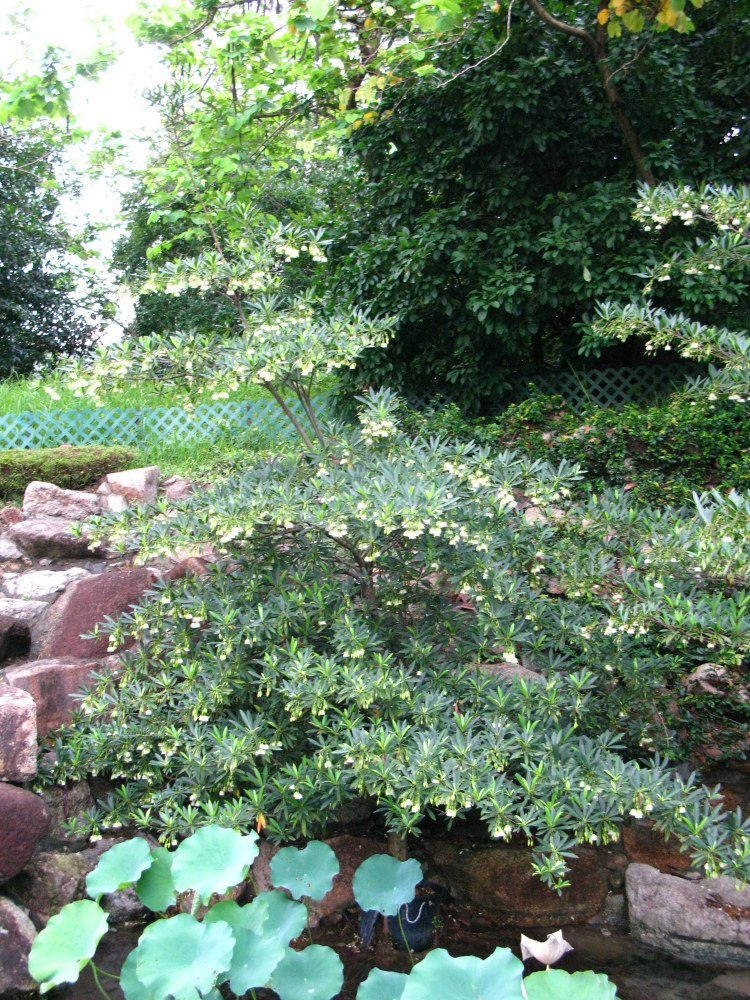
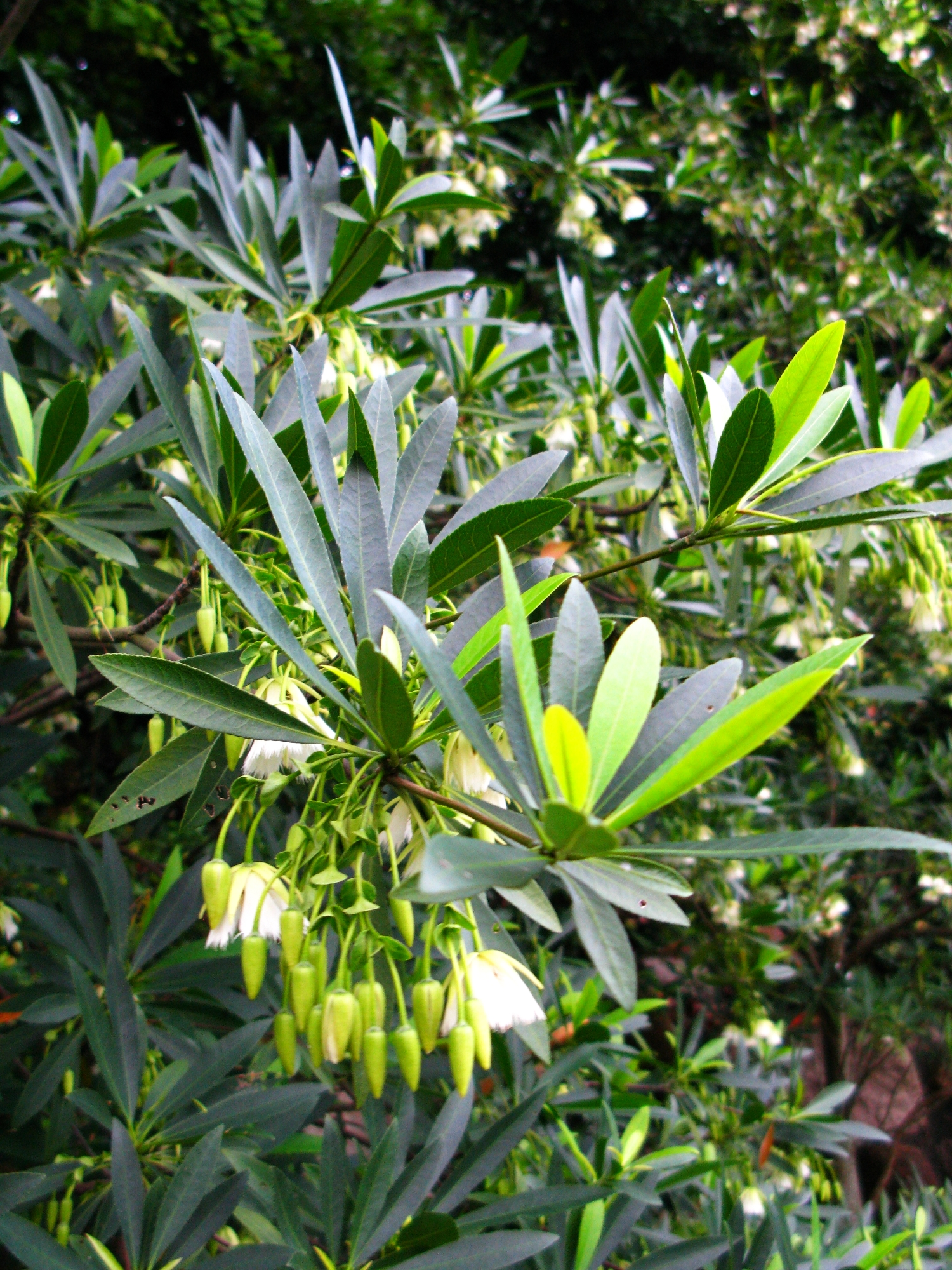
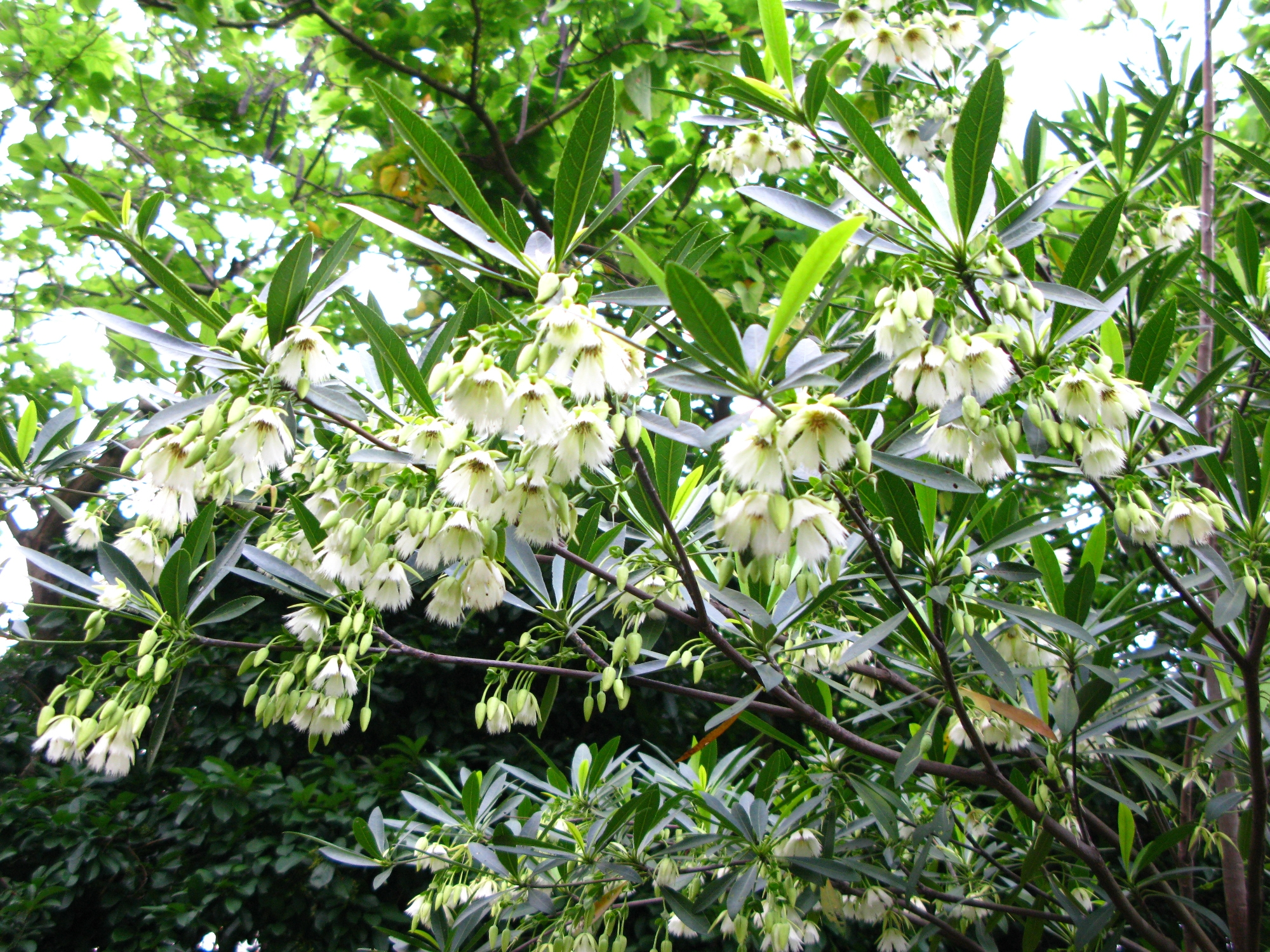